# Diopecephalus
Diopecephalus kochi
Genre
Espèce
Diopecephalus est un genre fossile de ptérosaures ayant vécu au Jurassique supérieur en Europe, il y a environ 150 Ma (millions d'années). Sa validité est discutée et il est déclaré nomen dubium depuis 1890 par Zittel en Paleobiology Database en 2025,.
Il ne contient qu'une seule espèce, Diopecephalus kochi, même si ce nom a été appliqué à Pterodactylus longicollum, avec le nom spécifique de longicollum considéré par erreur comme espèce type.
Ses fossiles ont tous été découverts dans le calcaire de Solnhofen, une formation géologique du sud de l'Allemagne réputée pour la qualité de préservation de ses fossiles. Cette formation est datée du Tithonien inférieur (Jurassique supérieur), il y a environ entre 150,8 et 148,5 Ma (millions d'années).

## Historique
Durant la première moitié du 19e siècle, tous les ptérosaures découverts portaient le nom de Pterodactylus, qui est donc devenu un taxon poubelle. La taxonomie de ces espèces, puis des nouveaux genres auxquels certaines de celles-ci étaient rattachées, est donc très changeante et compliquée.
Les noms portés par Diopecephalus regroupent plusieurs espèces assignées à quatre genres différents :
- Pterodactylus longicollum (von Meyer 1854) ;
- Pterodactylus vulturinus (Wagner 1857) ;
- Pterodactylus longicollis (Wagner 1858) ;
- Pterodactylus suevicus (Fraas 1878) ;
- Cycnorhamphus fraasii (Seeley 1891) ;
- Pterodactylus frassi (Seeley 1901) ;
- Gallodactylus longicollum (Fabre 1974) ;
- Ornithocephalus longipes (Olshevsky 1978) (Ornithocephalus est un nom obsolète de Pterodactylus) ;
- Ornithocephalus vulturinus (Olshevsky 1978) (Ornithocephalus est un nom obsolète de Pterodactylus).

## Classification

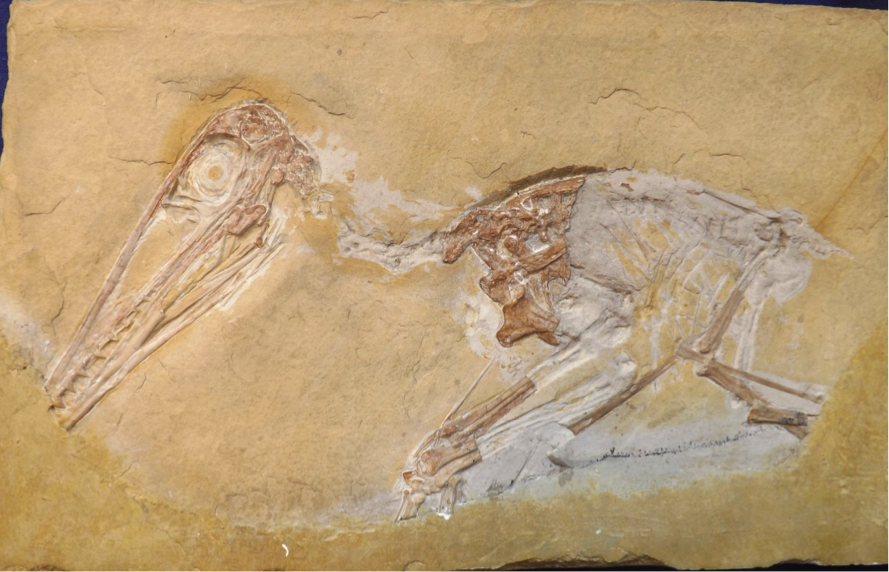
Spécimen type d'un juvénile.

Le genre Diopecephalus, tombé presque dans l'oubli au 20e siècle, a été ré-utilisé par Steven U. Vidovic et David M. Martill pour renommer Pterodactylus kochi, un taxon pourtant considéré par la plupart des paléontologues comme un synonyme de Pterodactylus antiquus,,. En effet, bien que P. kochi ait été longtemps distinguée de l'espèce P. antiquus, la plupart des études modernes sur son anatomie en ont fait un représentant juvénile de Pterodactylus antiquus, une espèce souvent considérée comme la seule valide de ce genre. Le spécialiste des ptérosaures Christopher Bennett pointe en particulier que certaines 
caractéristiques anatomiques prétendument diagnostiques de P. kochi reflétaient en fait des erreurs de mesure sur son holotype, et qu'une fois corrigées, les deux espèces ne pouvaient être distinguées l'une de l'autre.
La proposition de Vidovic et Martill selon laquelle P. kochi est distinct d'un point de vue taxonomique, repose sur une combinaison de caractéristiques plutôt que sur des autapomorphies. Ces caractéristiques incluent la pente du museau et la forme arrondie de l'arrière du crâne, l'allure et la distribution des dents, et la longueur et profondeur des vertèbres cervicales. La plupart de ces caractéristiques sont cependant typiques de Pterodactylus ou sont connues pour varier sensiblement selon le stade de croissance,,. Une étude antérieure de Vidovic et Martill en 2014 les avaient déjà conduit a attribué Pterodactylus scolopaciceps à un nouveau genre Aerodactylus, sans prendre suffisamment en compte, selon leurs contradicteurs, les variations ontogéniques et individuelles, ainsi que les différences de conditions de fossilisation.
Des travaux supplémentaires paraissent nécessaires pour valider D. kochi en tant que véritable taxon, et non comme synonyme de P. antiquus.

### Phylogénie
L'analyse de 2017 réalisée par Steven Vidovic et David Martill, avant la description de Kryptodrakon, montre la place de Diopecephalus kochi parmi les ptérodactyloïdes archaeoptérodactyloïdes en position basale au sein du clade des Euctenochasmatia :
|                   | Diopecephalus kochi                                                  |
|                   |                                                                      |
| Ctenochasmatoidea | \| \| Aurorazhdarchia \| \| \| \| \| \| Ctenochasmatidae \| \| \| \| |
|                   | \| \| Aurorazhdarchia \| \| \| \| \| \| Ctenochasmatidae \| \| \| \| |
|                   | Aurorazhdarchia                                                      |
|                   |                                                                      |
|                   | Ctenochasmatidae                                                     |
|                   |                                                                      |

|  | Aurorazhdarchia  |
|  |                  |
|  | Ctenochasmatidae |
|  |                  |

|                   | Diopecephalus kochi                                                  |
|                   |                                                                      |
| Ctenochasmatoidea | \| \| Aurorazhdarchia \| \| \| \| \| \| Ctenochasmatidae \| \| \| \| |
|                   | \| \| Aurorazhdarchia \| \| \| \| \| \| Ctenochasmatidae \| \| \| \| |
|                   | Aurorazhdarchia                                                      |
|                   |                                                                      |
|                   | Ctenochasmatidae                                                     |
|                   |                                                                      |

|  | Aurorazhdarchia  |
|  |                  |
|  | Ctenochasmatidae |
|  |                  |

|                   | Diopecephalus kochi                                                  |
|                   |                                                                      |
| Ctenochasmatoidea | \| \| Aurorazhdarchia \| \| \| \| \| \| Ctenochasmatidae \| \| \| \| |
|                   | \| \| Aurorazhdarchia \| \| \| \| \| \| Ctenochasmatidae \| \| \| \| |
|                   | Aurorazhdarchia                                                      |
|                   |                                                                      |
|                   | Ctenochasmatidae                                                     |
|                   |                                                                      |

|  | Aurorazhdarchia  |
|  |                  |
|  | Ctenochasmatidae |
|  |                  |

|                   | Diopecephalus kochi                                                  |
|                   |                                                                      |
| Ctenochasmatoidea | \| \| Aurorazhdarchia \| \| \| \| \| \| Ctenochasmatidae \| \| \| \| |
|                   | \| \| Aurorazhdarchia \| \| \| \| \| \| Ctenochasmatidae \| \| \| \| |
|                   | Aurorazhdarchia                                                      |
|                   |                                                                      |
|                   | Ctenochasmatidae                                                     |
|                   |                                                                      |

|  | Aurorazhdarchia  |
|  |                  |
|  | Ctenochasmatidae |
|  |                  |

|                   | Diopecephalus kochi                                                  |
|                   |                                                                      |
| Ctenochasmatoidea | \| \| Aurorazhdarchia \| \| \| \| \| \| Ctenochasmatidae \| \| \| \| |
|                   | \| \| Aurorazhdarchia \| \| \| \| \| \| Ctenochasmatidae \| \| \| \| |
|                   | Aurorazhdarchia                                                      |
|                   |                                                                      |
|                   | Ctenochasmatidae                                                     |
|                   |                                                                      |

|  | Aurorazhdarchia  |
|  |                  |
|  | Ctenochasmatidae |
|  |                  |

|                   | Diopecephalus kochi                                                  |
|                   |                                                                      |
| Ctenochasmatoidea | \| \| Aurorazhdarchia \| \| \| \| \| \| Ctenochasmatidae \| \| \| \| |
|                   | \| \| Aurorazhdarchia \| \| \| \| \| \| Ctenochasmatidae \| \| \| \| |
|                   | Aurorazhdarchia                                                      |
|                   |                                                                      |
|                   | Ctenochasmatidae                                                     |
|                   |                                                                      |

|  | Aurorazhdarchia  |
|  |                  |
|  | Ctenochasmatidae |
|  |                  |

|                   | Diopecephalus kochi                                                  |
|                   |                                                                      |
| Ctenochasmatoidea | \| \| Aurorazhdarchia \| \| \| \| \| \| Ctenochasmatidae \| \| \| \| |
|                   | \| \| Aurorazhdarchia \| \| \| \| \| \| Ctenochasmatidae \| \| \| \| |
|                   | Aurorazhdarchia                                                      |
|                   |                                                                      |
|                   | Ctenochasmatidae                                                     |
|                   |                                                                      |

|  | Aurorazhdarchia  |
|  |                  |
|  | Ctenochasmatidae |
|  |                  |

|                   | Diopecephalus kochi                                                  |
|                   |                                                                      |
| Ctenochasmatoidea | \| \| Aurorazhdarchia \| \| \| \| \| \| Ctenochasmatidae \| \| \| \| |
|                   | \| \| Aurorazhdarchia \| \| \| \| \| \| Ctenochasmatidae \| \| \| \| |
|                   | Aurorazhdarchia                                                      |
|                   |                                                                      |
|                   | Ctenochasmatidae                                                     |
|                   |                                                                      |

|  | Aurorazhdarchia  |
|  |                  |
|  | Ctenochasmatidae |
|  |                  |